# Orania regalis
Orania regalis là loài thực vật có hoa thuộc họ Arecaceae. Loài này được Zipp. ex Blume mô tả khoa học đầu tiên năm 1843.